# Antony Beevor
Antony Beevor, född 14 december 1946 i Kensington i London, är en brittisk historiker, professor och före detta officer. Han är utbildad vid Winchester College och Sandhurst och tjänstgjorde i brittiska armén i England och Tyskland åren 1967–1970.
Antony Beevor skriver framförallt om andra världskriget. Hans mest kända verk är Stalingrad, för vilket han vann många internationella priser. Man brukar framhålla hans förmåga att se de små detaljerna och samtidigt hålla de större sammanhangen klara för läsaren.